# Freak (cançó de Silverchair)
Freak és una cançó de Silverchair, llançada com el primer senzill del seu segon àlbum Freak Show, ambdós el 1997. La cançó va aconseguir arribar al capdamunt de les llistes australianes convertint-se en el segon del grup que ho aconseguia després de "Tomorrow" el 1995.
Es tracta d'una de les poques cançons dels dos primers àlbums que Silverchair encara toca en directe, tot i que, la versió en viu és força diferent a la versió gravada a l'estudi pel que fa al to de veu de Johns i als instruments utilitzats. Johns, sovint crida i fa sons guturals en el segon vers de la cançó.
"Freak" va aparèixer en l'episodi "Malled" de la sèrie de televisió Dària i també se'n va incloure una remescla a la pel·lícula Head On. Una de les cares-B, "New Race", és una versió cover de la banda australiana Radio Birdman.

## Videoclip
El videoclip es va filmar a Los Angeles entre el 5 i 6 de desembre de 1996 amb la direcció de Gerald Casale, membre de Devo.
El grup apareix dins una habitació-forn monitoritzada per un equip de científics. Els membres del grup comencen a suar mentre un dels científics recull algunes mostres de suor mitjançant trossos de cotó. Mentrestant, en una altra habitació, una doctora estudia les mostres de suor i les aplica una dona vella amb la pell molt arrugada. El tractament comença a funcionar i la pell de la dona es va rejovenint, de manera que incrementen la temperatura del forn perquè suïn més. La dona no està prou satisfeta i es veu dos gots de suor fins que es converteix en una mutació d'alienígena. A la dona li encanta la seva nova imatge, de manera que paga als doctors i se'n va. Finalment, s'apaguen les llums del forn i els membres del grup fitxen i tothom del centre se'n va.
Per simular l'efecte de calor es van utilitzar làmpades de color taronja i els membres del grup van ser ruixats amb un esprai d'aigua per semblar que estaven suant. No es van necessitar gaires preses però si que van voler filmar cada secció de formes diferents per poder disposar de diverses opcions a l'hora d'editar el vídeo. En canvi, les escenes de la dona vella es van gravar de manera separada en un altre estudi.
En la gala dels MTV Video Music Awards de l'any 1997, va ser guardonat com el millor videoclip australià.

## Llista de cançons
CD Senzill AUS (MATTCD040) / Vinil 7" AUS Ltd. Clear (clar) (MATTV040CLEAR) / Vinil 7" AUS Ltd. Yellow (groc) (MATTV040YELL)
1. "Freak"
2. "New Race"
3. "Punk Song #2"

CD Senzill UK (6640765) / Vinil 10" Ltd. Black (negre) (664076 0)
1. "Freak"
2. "New Race"
3. "Undecided"
4. "Slave (live)"

- La cançó "undecided" no és l'original de Silverchair inclosa en l'àlbum Frogstromp, sinó una versió cover de "The Masters Apprentice".

Vinil 7" US Ltd" (vermell) (ES7 9355)
1. "'Freak"
2. "Punk Song #2"
3. "New Race"

CD Senzill EU (6640762)
1. "Freak"
2. "New Race"
3. "Punk Song #2"
4. "Interview"

Vinil 12" Promo 1-sided (4950201A1)
1. "Freak (remix For Us Rejects)"

- Es tracta d'una promo entregada a les emissores de ràdio per promocionar el senzill "The Door" a Austràlia.

Promo CD US (vermell) (ESK9342)
1. "Freak"